# District de Saint-Rambert
 (octobre 2024).
Si vous disposez d'ouvrages ou d'articles de référence ou si vous connaissez des sites web de qualité traitant du thème abordé ici, merci de compléter l'article en donnant les références utiles à sa vérifiabilité et en les liant à la section « Notes et références ».
Le district de Saint-Rambert est une division territoriale du département de l'Ain de 1790 à 1795. 

## Composition
Il était composé de 7 cantons : Ambérieu-en-Bugey, Ambronay, Aranc, Lagnieu, Poncin, Saint-Rambert et Villebois.